# Сирень венгерская
Сире́нь венге́рская (лат. Syringa josikaea) — кустарниковое растение, вид рода Сирень (Syringa) семейства Маслиновые (Oleaceae).

## Название
В 1826 году Розалия Йошика (Rozália Josika de Branyicska, 1784—1850) обнаружила это растение около города Клуж-Напока в Трансильвании и передала образцы австрийскому ботанику Йозефу Жакену, который описал его в 1830 году как новый вид и присвоил ему в честь открывательницы латинское видовое название josikaea. В то время Трансильвания была частью Венгерского королевства в составе Австро-Венгерской монархии, поэтому во многих языках за этим растением закрепились обиходные названия со значением «сирень венгерская».

## Ботаническое описание
Кустарник высотой до 5 м. Молодые ветви тёмно-зелёного или бурого цвета, с короткими волосками, округлой формы, блестящие; годовалые приобретают в большей мере красновато-серый окрас, на второй год жизни ветви становятся серыми. Почки четырёхгранные, острые, длиной до 1 см, с красновато-бурыми килеватыми чешуями.
Листья эллиптической, продолговато-эллиптической или широко-эллиптической формы, реже удлинённо-яйцевидной, сверху тёмно-зелёного цвета, гладкие, края с короткими ресничками; нижняя часть листа бледная, сизоватая, голая, с цельными краями. Черешки длиной 1—1,5 см.
Метёлка, вытянутая, многоцветковая, расположена на конце облиственной веточки нынешнего года, которая вырастает из верхушечной почки. Соцветие прерывистое, длиной 10—22 см. Оси соцветия опушённые, пурпурно-фиолетового цвета. Цветки расположены в большей мере скученно, светло-лиловые, душистые. Чашечка колокольчатая, покрытая короткими шелковистыми волосками, длиной 2 мм, с четырьмя островатыми долями и выемками между ними или практически усечённая. Трубка венчика узко-воронковидная, постепенно расширяющаяся кверху, длиной 1—1,2 см, доли яйцевидной формы, слабо заострённые. Пыльники жёлтого цвета. Лепестки яйцевидной формы, приподнятые или слегка распростёртые.
Семена красно-бурые. Плод — коробочка цилиндрическая, голая, длиной 1 см и диаметром 0,4 см. Цветение происходит в июне и длится 20—25 дней. Плодоносит в августе.
Тип в Берлине.

## Распространение и экология
Произрастает в горных смешанных лесах Карпат на территории Западной Украины и Румынии. Эндемик, внесен в Красные книги Украины и Румынии. В настоящее время вид широко натурализовался в других регионах, например, включен в ботанический атлас растений Ленинградской области. 

## Значение и применение
Используется в одиночных посадках или в группах, а также в качестве живой изгороди. Часто разводится в садах и парках. Светолюбивое, засухоустойчивое, морозостойкое растение. Продолжительность жизни до 90 лет. Запах резкий, специфический.

## Классификация

### Таксономическое положение
Syringa josikaea J.Jacq. ex Rchb., 1830, Iconogr. Bot. Pl. Crit. 8: 32
Вид Сирень венгерская относится к роду Сирень (Syringa) семейства Маслиновые (Oleaceae) порядка Ясноткоцветные (Lamiales) и включается в дочернюю кладу Ламииды, последовательно входящую в более крупные клады Астериды → Суперастериды → Эвдикоты → Цветковые растения. Таксономическая схема в соответствии с Системой APG IV по состоянию на декабрь 2023 года:
|  |                          |  |                                   |                                   |                      |  | еще 23 семейства | еще 23 семейства |                   |  |  |  | еще 11 подтвержденных видов и 28 видов, ожидающих подтверждения |
|  |                          |  |                                   |                                   |                      |  | еще 23 семейства | еще 23 семейства |                   |  |  |  | еще 11 подтвержденных видов и 28 видов, ожидающих подтверждения |
|  |                          |  |                                   | порядок Ясноткоцветные            |                      |  |                  |                  | род Сирень        |  |  |  |                                                                 |
|  |                          |  |                                   | порядок Ясноткоцветные            |                      |  |                  |                  | род Сирень        |  |  |  |                                                                 |
|  | клада Цветковые растения |  |                                   |                                   | семейство Маслиновые |  |                  |                  | Сирень венгерская |  |  |  |                                                                 |
|  | клада Цветковые растения |  |                                   |                                   | семейство Маслиновые |  |                  |                  |                   |  |  |  |                                                                 |
|  |                          |  | ещё 63 порядка цветковых растений | ещё 63 порядка цветковых растений |                      |  |                  | еще 28 родов     | еще 28 родов      |  |  |  |                                                                 |
|  |                          |  |                                   | ещё 63 порядка цветковых растений |                      |  |                  |                  | еще 28 родов      |  |  |  |                                                                 |